# Over-Nite Sensation
Over-Nite Sensation är ett musikalbum av Frank Zappa & the Mothers som släpptes september 1973. Albumet ses ofta som en vändpunkt i Frank Zappas karriär då låtarna var kortare och mer konventionellt framförda på detta album än hans tidigare. Texterna är mest parodier på sex eller samhällsfenomen. Den inledande låten "Camarillo Brillo" är en av Zappas mest kända låtar. Albumet blev också en kommersiell framgång.

## Kuriosa
2007 gjordes en dokumentär om inspelningen av albumet i serien Classic Albums.

## Låtlista
Alla låtar skrivna av Frank Zappa.
Sida ett
1. "Camarillo Brillo" - 3:59
2. "I'm the Slime" - 3:34
3. "Dirty Love" - 2:58
4. "Fifty-Fifty" - 6:09

Sida två
1. "Zomby Woof" - 5:10
2. "Dinah-Moe Humm" - 6:01
3. "Montana" - 6:35

## Medverkande musiker
- Frank Zappa - gitarr, sång
- George Duke - keyboards
- Tom Fowler - bas
- Bruce Fowler - trombon
- Ruth Underwood - marimba, vibrafon, slaginstrument
- Sal Marquez - trumpet, sång
- Ian Underwood - flöjt, klarinett, alt- och tenorsax
- Jean-Luc Ponty - fiol
- Ralph Humphrey - trummor

## Listplaceringar
| Lista (1973) | Position           |
| ------------ | ------------------ |
| Finland      | 4                  |
| Kanada       | 28 (RPM)           |
| Norge        | 15 (VG-lista)      |
| Sverige      | 10 (Kvällstoppen)  |
| USA          | 32 (Billboard 200) |